# Вовченко Семен Віталійович
Семен Віталійович Вовченко (нар. 13 червня 1999) — український футболіст, захисник рівненського «Вереса».

## Життєпис
Вихованець запорізького «Металурга», у футболці якого з 2011 по 2016 рік виступав за дитячо-юнацькі команди. Влітку 2016 року перейшов до «Зорі». У футболці луганців виступав за юнацьку та молодіжну команду «мужиків», але за першу команду так і не зіграв.
Влітку 2020 року підсилив «Ниву». За тернополян дебютував 28 серпня 2020 року в переможному (2:1) виїзного поєдинку кубку України проти галицьких «Карпат». Семен вийшов на поле в стартовому складі та відіграв увесь матч. У футболці тернопільського клубу дебютним голом відзначився 11 вересня 2020 року на 86-ій хвилині нічийного (1:1) домашнього поєдинку 2-го туру Першої ліги проти «Альянса». Семен вийшов на поле в стартовому складі, на 46-ій хвилині отримав першу, а на 87-ій хвилині й другу жовту картку та достроково завершив матч.
17 серпня 2022 року підписав трирічний контракт із рівненським "Вересом". Дебютував в УПЛ за рівненців у виїзному матчі проти одеського  «Чорноморця» 23 серпня 2022 року. Першим голом в елітному українському дивізіоні відзначився 18 жовтня у грі з ФК «Львів».
| Клуб    | Сезон   | Ліга       | І  | Г |
| ------- | ------- | ---------- | -- | - |
| «Нива»  | 2020-21 | Перша ліга | 26 | 1 |
| «Нива»  | 2021-22 | Перша ліга | 19 | 2 |
| «Нива»  | Разом   | Разом      | 45 | 3 |
| «Верес» | 2022-23 | УПЛ        | 29 | 3 |
| «Верес» | 2023-24 | УПЛ        | 19 | 1 |
|         | Разом   | Разом      | 48 | 4 |